# Petr Holota
Petr Holota (* 16. května 1965) je bývalý český fotbalista, obránce a záložník, reprezentant Československa. Za československou reprezentaci odehrál 30. ledna 1991 přátelské utkání v Austrálii, které skončilo výhrou 1-0. Táborský odchovanec, přes Planou a Žďár nad Sázavou se propracoval do ligy. V lize hrál za Bohemians Praha (1987–1991), Slavii Praha (1991–1992) a Viktorii Žižkov (1992–2001). V lize odehrál 290 utkání a dal 22 gólů. V evropských pohárech nastoupil dvakrát v roce 1994 v předkole Poháru vítězů pohárů proti IFK Norrköping.
Nyní působí jako asistent trenéra u týmu U21 v FC MAS Táborsko.